# Haruka Kudō (chanteuse)
Pour l’article homonyme, voir Haruka Kudō (seiyu).
 Haruka Kudō  (工藤遥, Kudō Haruka, née le 27 octobre 1999 au Japon) est une chanteuse et idole japonaise, ex-membre des Morning Musume et du Hello! Project.

## Biographie
Elle débute au Hello! Project en mars 2010, intégrée en tant qu'élève du Hello! Pro Egg. Le 29 septembre 2011, lors de l'avant dernier concert de la tournée du groupe phare du H!P Morning Musume, elle est officiellement présentée au public comme nouvelle membre du groupe, à 11 ans, aux côtés de trois participantes à la dernière audition destinée à choisir de nouvelles chanteuses pour en faire partie (Masaki Satō, Haruna Iikubo, et Ayumi Ishida), formant donc avec elles la « dixième génération » du groupe. Elle est la membre à avoir rejoint le groupe au plus jeune âge, battant le précédent « record » de Ai Kago intégrée à un peu plus de 12 ans en 2000.
Six ans après, le 29 avril 2017, Haruka Kudō, 17 ans, annonce quitter Morning Musume à l'automne suivant pour entamer une carrière d'actrice, annonce faite lors d'un concert de la tournée printanière “Morning Musume.’17 concert tour Spring ~THE INSPIRATION !~” tenu à Kyoto,. Elle devient le premier membre de la 10e génération à quitter le groupe, le 11 décembre 2017. Elle est alors intégrée au M-line club où elle continue sa carrière.

## Groupes
Au sein du Hello! Project
- Hello! Pro Egg (2010–2011)
- Reborn Eleven (2011)
- Morning Musume (2011-2017)
- Triplet (2014)

## Discographie

### Avec Morning Musume
Singles
- 25 janvier 2012 : Pyoco Pyoco Ultra
- 11 avril 2012 : Renai Hunter
- 4 juillet 2012 : One, Two, Three / The Matenrō Show
- 10 octobre 2012 : Wakuteka Take a chance
- 23 janvier 2013 : Help me !!
- 17 avril 2013 : Brainstorming / Kimi Sae Ireba Nani mo Iranai
- 28 août 2013 : Wagamama Ki no Mama Ai no Joke / Ai no Gundan
- 29 janvier 2014 : Egao no Kimi wa Taiyou sa / Kimi no Kawari wa Iyashinai / What is Love?
- 16 avril 2014 : Toki o Koe Sora o Koe / Password is 0
- 15 octobre 2014 : Tiki Bun / Shabadabadō / Mikaeri Bijin
- 15 avril 2015 : Seishun Kozō ga Naiteiru / Yūgure wa Ameagari / Ima Koko Kara
- 19 août 2015 : Oh My Wish! / Sukatto My Heart / Ima Sugu Tobikomu Yūki
- 29 décembre 2015 : Tsumetai Kaze to Kataomoi / Endless Sky / One and Only
- 11 mai 2016 : Tokyo to Iu Kataomoi / The Vision / Utakata Saturday Night
- 23 novembre 2016 : Sexy Cat no Enzetsu / Mukidashi de Mukiatte / Sō ja nai
- 8 mars 2017 : Brand New Morning / Jealousy Jealousy
- 4 octobre 2017 : Jama Shinaide Here We Go! / Dokyū no Go Sign / Wakaindashi!

Albums
- 12 septembre 2012 : 13 Colorful Character
- 29 octobre 2014 : 14 Shō ~The Message~
- 6 décembre 2017 : 15 Thank You, Too

Compilation
- 25 septembre 2013 : The Best! ~Updated Morning Musume。~

Mini-album
- 15 juillet 2015 : Engeki Joshi-bu Musical "Triangle" Original Soundtrack
- 7 février 2018 : Hatachi no Morning Musume (non créditée)

### Autres participations
- 10 août 2011 : Reborn ~Inochi no Audition~ (avec Reborn Eleven, en distribution limitée)
- 24 avril 2014 : Aa, Subarashiki Hibi yo / Dream Last Train / Kodachi wo Nukeru Kaze no You ni (嗚呼、素晴らしき日々よ / Dream Last Train / 木立を抜ける風のように?) (avec Sato no Akari / Triplet / ODATOMO)

## Travaux divers
Drama
- 2012 : Suugaku♥Joushi Gakuen (数学♥女子学園)
- 2018-2019 : Kaitou Sentai Lupinranger VS Keisatsu Sentai Patranger (快盗戦隊ルパンレンジャーＶＳ警察戦隊パトレンジャー)

Internet
- 2011 : Michishige Sayumi no "Mobekimasutte Nani??" (道重さゆみの『モベキマスってなに？？』)

Programmes TV
- 2011–2012 : HELLOPRO! TIME (ハロプロ！ＴＩＭＥ)

DVD
- 22 juin 2012 : Greeting ~Kudo Haruka~ (Greeting ～工藤 遥～)
- 7 novembre 2012 : HARUKA
- ?? mai 2013 : Haruchan -thirteen-
- 22 octobre 2014 : ??

Comédies musicales et théâtres
- 30 octobre 2010 et 7 novembre 2010 : Ima ga Itsuka ni Naru Maeni (今がいつかになる前に)
- 14-18 décembre 2011 : 1974 (Ikunayo) (1974(イクナヨ))
- 8-17 octobre 2011 : Ribbon~Inochi no Audition~ (リボーン～命のオーディション～) (Leonardo da Vinci)
- 2012 : Stacy's Shoujo Saisatsu Kageki (ステーシーズ 少女再殺歌劇)
- 12-23 juin 2013 : Gogaku Yuu (avec (Mizuki Fukumura, Riho Sayashi, Haruna Iikubo, Ayumi Ishida)

Radio
- 2012– : Morning Musume no Morning Jogakuin ~Houkago Meeting~ (モーニング娘。のモーニング女学院～放課後ミーティング～)

Photobooks
- 10 septembre 2012 : Morning Musume｡ 9・10ki 1st official Photo Book (モーニング娘。9・10期 1st official Photo Book) (avec Mizuki Fukumura, Erina Ikuta, Riho Sayashi, Kanon Suzuki, Haruna Iikubo, Ayumi Ishida, Masaki Satō)
- 25 octobre 2012 : Do
- 16 janvier 2013 : Alo Hello! 10-ki Shashinshuu 2012 (avec Haruna Iikubo, Ayumi Ishida, Masaki Satō)
- 1er décembre 2013 : Tenki Gumi BOOK (avec Haruna Iikubo, Ayumi Ishida, Masaki Satō)
- 27 septembre 2014 : Ashita Tenkini Naare!
- 16 octobre 2014 : Maa-chan & Kuduu no Hello! Pro Tanbou-dan (avec Masaki Satō, Morning Musume)